# شیخ یربوتی
«شیخ یربوتی» (به انگلیسی: Sheik Yerbouti) آلبومی از هنرمند اهل ایالات متحده آمریکا فرانک زاپا است که در سال ۱۹۷۹ میلادی منتشر شد.